# Xyelodontophis uluguruensis
Xyelodontophis uluguruensis is een slang uit de familie toornslangachtigen (Colubridae) en de onderfamilie Colubrinae.

## Naam en indeling
De wetenschappelijke naam van de slang werd voor het eerst voorgesteld door Donald George Broadley en Van Stanley Bartholomew Wallach in 2002. De soort is de enige uit het monotypische geslacht Xyelodontophis.
De soortaanduiding uluguruensis betekent vrij vertaald 'wonend in het Ulugurugebergte'.

## Verspreiding en habitat
Xyelodontophis uluguruensis komt voor in delen van Afrika en is endemisch in Tanzania.